# 重庆市郊铁路江跳线
重庆市郊铁路江跳线，又称重庆市域（郊）铁路跳磴至江津线，是中华人民共和国重慶市一条运营中的市域（郊）线路。江跳线线路全长26.3公里，起于大渡口区跳磴站，止于江津区滨江新城圣泉寺站，是中国首条实现交流电、直流电“双流制”供电的轨道线路。
在规划与建设阶段，江跳线曾被作为重庆轨道交通5号线的一部分，曾被称为重庆轨道交通5号线跳磴至江津段、重庆轨道交通延长线跳磴至江津线。但在实际开通运营后，江跳线站内使用带圈的蓝色“R”字标识而非重庆轨道交通的绿色“CRT”标识，车站编号采用“江跳线”而非5号线采用的数字“5”，江跳线的列车编号也采用“JT”开头而非5号线采用的“05”开头。此外，江跳线的业主与运营单位与5号线不同；江跳线的官方线网图、时刻表均区别5号线独立成线，线路标识色为5号线同系列中稍深的Pantone 3005 C。

## 建设历程

### 规划
2007年7月，重庆市人民政府批复《重庆市主城区轨道交通线网控制性详细规划》，其中重庆轨道交通5号线规划有跳磴至江津段。
2014年10月，中铁二院编制完成《新建市郊铁路跳磴至江津线可行性研究报告》。2015年5月，江津区人民政府与重庆市交通开投集团共同出资、国家开发银行投资持股成立了重庆市江津轨道建设有限公司作为江跳线的项目业主。2015年6月10日，江跳线开始先期施工。
2015年9月21日，国家发展改革委以发改基础〔2015〕2124号文批复成渝地区城际铁路建设规划（2015～2020年），其中包括重庆市域铁路重庆-江津线，规划全长32公里。2016年4月，招商局重庆交通科研设计院编制了《新建市郊铁路跳磴至江津线环境影响报告书》，规划全长26.671公里，随后获得重庆市环保局的批复。

### 建设

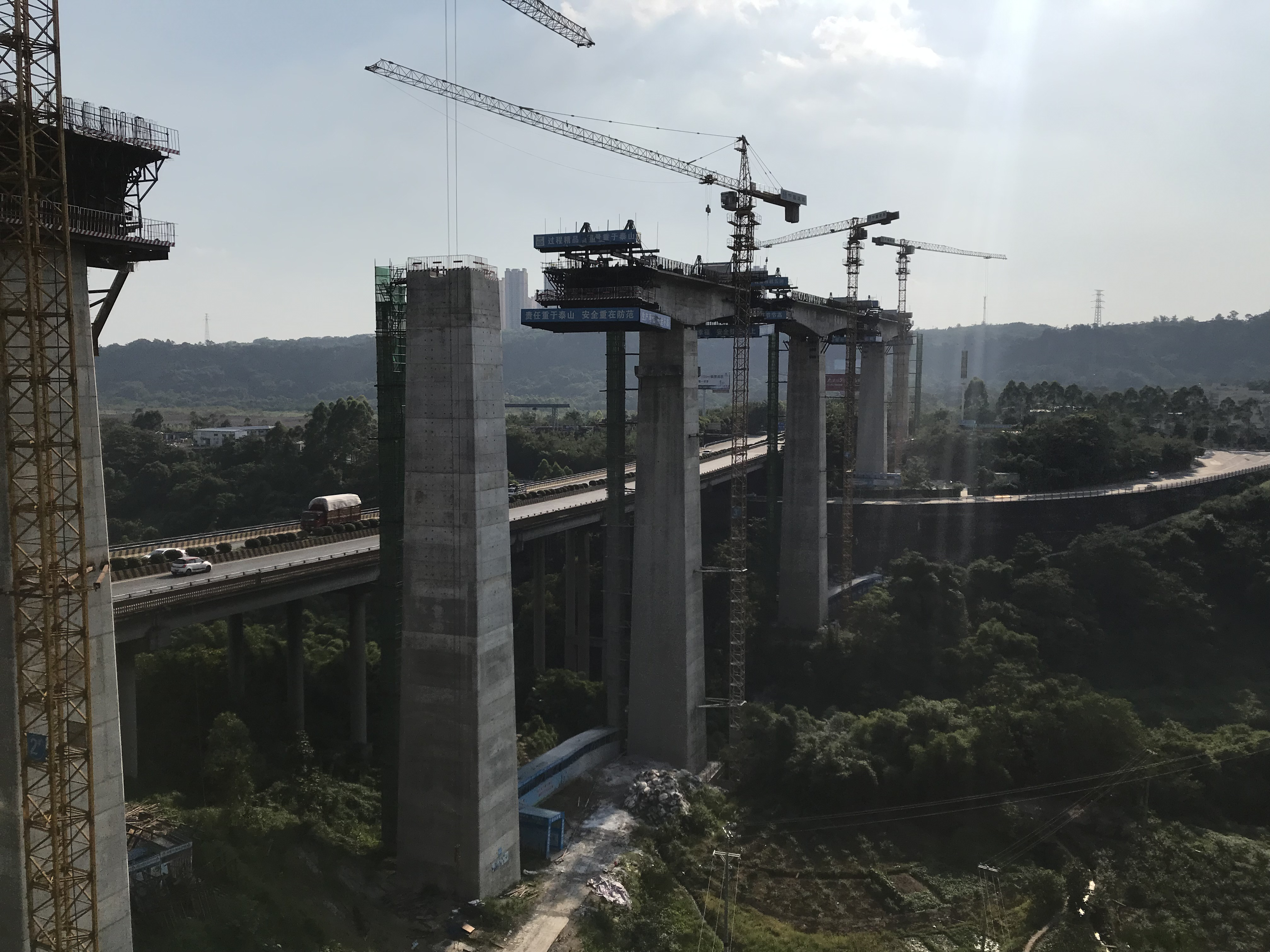
中梁山西侧建设中的江跳线（2019年）

2016年5月，江跳线江津段开始全面动工。为解决资金问题，江跳线建设采用PPP与市区共建相结合的多元化模式：A包由江津区负责土建工程，B包采用PPP模式建设，由社会资本方（中国铁建）和政府出资人代表（重庆市铁路集团）共同负责机电设备、运营维护等。待特许经营期结束后江跳线整体项目设施将移交给市政府指定机构。2016年12月8日，江跳线工程初步设计通过评审，线路全长28.22公里。
2017年7月，江跳线进入高跨箱梁施工。2018年6月27日，江跳线江津段进行了车站站名初步方案公示。2019年1月12日，首个悬臂挂篮现浇连续箱梁顺利合龙。12月1日，在江津高铁至圣泉寺区间的一座连续梁浇筑时因中跨配重不到位发生主梁变形的一般安全事故，后进行爆破重建。
2020年4月15日，控制性工程中梁山隧道贯通。10月25日，江跳线B包工程开工，机电设备启动安装。
2021年8月17日，江津、双福西两座主变电所实现送电。8月28日，江跳线跨渝贵铁路双幅转体桥完成同步转体。12月10日，江跳线于双福至江津高铁区间首次热滑成功。12月29日，江跳线全线完成铺轨。

2022年3月5日，江跳线全线实现电通。3月11日，江跳线通过项目验收。3月15日，江跳线进入不载客试运行。
在江跳线过程中，有关重庆基础设施建设的《成渝地区双城经济圈综合交通运输发展规划》、《推动成渝地区双城经济圈建设加强交通基础设施建设行动方案（2020—2022年）》等数个文件均有提到江跳线，重庆市也将江跳线连续数年纳入市级重大项目中的百项重点关注项目。

### 通车运营
2022年8月3日，江津区举行新闻发布会，确定江跳线于8月6日13时58分开通，同时公布了运营服务时间和计价规则。

## 路线
江跳线跳磴至圣泉寺段全长约26.3公里，其中地下线约9.228公里、高架线约15.062公里、地面线约2.381公里。设车站7座（均为高架站）；设双福车辆段；设双福控制中心；设双福西主变电所、江津主变电所。
江跳线起自起点跳磴站，向西南沿华福大道延伸，于石林立交东北设石林寺站，随后进入双流制转换区间，完成1.5千伏直流电到25千伏交流电的转换。之后在华福隧道北侧向西经中梁山隧道横穿中梁山，其中长3965米的中梁山隧道是江跳线的控制性工程，采用单洞双线，因地质条件复杂首次采用水压爆破技术。出隧道后继续沿华福大道、九龙园大道、九江大道以高架形式向西延伸，在九龙坡区巴福镇与白彭路相交处设九龙园站，在江津区双福街道与福星大道相交处设双福站。随后折向南沿南北大道延伸，在两路交汇的双福公交枢纽处设享堂站，下穿江泸北线高速后在圣泉街道重庆工业职业技术学院东侧设江津高铁站并计划与在建的渝昆高速铁路江津北站通道换乘，最后在与滨州东路、滨州西路交汇处设终点站圣泉寺站。乘客可在跳磴站内进行站内换乘重庆轨道交通5号线。待贯通运营调试结束后，江跳线列车可在跳磴站通过联络线与轨道交通5号线贯通运营。
江跳线的南延伸段圣泉寺至鼎山段起自圣泉寺站出发后，向南于几江长江大桥下游新建几江轨道专用长江大桥上跨成渝铁路、长江，跨滨江大道、东门广场，于几江街道东门广场西侧设几江站，然后入地下穿江州大道、折向鼎山大道，在鼎山街道鼎山广场附近设终点站鼎山站，全长4.6公里，其中地下段2.7公里、高架段1.0公里、跨江专用桥0.8公里，新设车站两座（高架站、地下站各一座）。

## 车站列表
| 车站编号 | 车站名称 | 英文名称                            | 开通日期     | 站间距离 （km） | 累计距离 （km） | 车站类型 | 换乘线路                                    | 所在地   |
| 车站编号 | 车站名称 | 英文名称                            | 开通日期     | 站间距离 （km） | 累计距离 （km） | 站台     | 换乘线路                                    | 所在地   |
| -------- | -------- | ----------------------------------- | ------------ | --------------- | --------------- | -------- | ------------------------------------------- | -------- |
| 江跳/01  | 跳磴     | Tiaodeng                            | 2022年8月6日 | -               | 0               | 双岛式   | 5号线 18号线                                | 大渡口区 |
| 江跳/02  | 石林寺   | Shilinsi                            | 2022年8月6日 | 1.0             | 1.0             | 侧式     |                                             | 大渡口区 |
| 江跳/03  | 九龙园   | Jiulongyuan                         | 2022年8月6日 | 7.4             | 8.3             | 双岛式   | 19号线（远期规划）                          | 九龙坡区 |
| 江跳/04  | 双福     | Shuangfu                            | 2022年8月6日 | 4.3             | 12.7            | 侧式     |                                             | 江津区   |
| 江跳/05  | 享堂     | Xiangtang                           | 2022年8月6日 | 5.3             | 18.0            | 侧式     |                                             | 江津区   |
| 江跳/06  | 江津高铁 | Jiangjin High-speed Railway Station | 2022年8月6日 | 4.4             | 22.4            | 島式     | 国铁江津北站：渝昆高速铁路                  | 江津区   |
| 江跳/07  | 圣泉寺   | Shengquansi                         | 2022年8月6日 | 4.0             | 26.3            | 側式     |                                             | 江津区   |
| 江跳/08  | 几江     | Jijiang                             | 建设中       | 建设中          | 建设中          | 側式     |                                             | 江津区   |
| 江跳/09  | 鼎山     | Dingshan                            | 建设中       | 建设中          | 建设中          | 側式     | 19号线（远期规划） 江津至鱼洞线（远期规划） | 江津区   |

## 时刻表
江跳线开通初期早晚高峰每小时开行6对列车，平均发车间隔约为10分钟；其余平峰时段，每小时开行4对列车，平均发车间隔约为15分钟。从2023年11月30日起，本线贯通至5号线的列车投入服务。
|          |          |        |          |        |
| 车站     | 首班     | 首班   | 末班     | 末班   |
| 车站     | 往圣泉寺 | 往跳磴 | 往圣泉寺 | 往跳磴 |
|          |          |        |          |        |
| 跳磴     | 06:30    |        | 20:30    |        |
| 石林寺   | 06:32    | 06:40  | 20:32    | 20:54  |
| 九龙园   | 06:30    | 06:34  | 20:38    | 20:47  |
| 双福     | 06:34    | 06:30  | 20:43    | 20:43  |
| 享堂     | 06:39    | 06:38  | 20:48    | 20:38  |
| 江津高铁 | 06:43    | 06:34  | 20:52    | 20:34  |
| 圣泉寺   |          | 06:30  |          | 20:30  |
|          |          |        |          |        |

## 票价与支付
江跳线票价起步价2元人民币，采用0.35元/人·公里的运价率，全线最高票价为9元。其中，开通第一年由江津区财政补贴实行全程最高2元优惠，全线最高票价为7元。
江跳线计费独立于重庆轨道交通既有线网，以跳磴站为界，实行分段计费，乘客到达跳磴站换乘轨道交通或江跳线时无需出站，计费自动累计叠加。随江跳线开通，重庆轨道交通全网乘车时限从3小时延长至4个半小时。
江跳线的乘车方式有购买单程车票与刷宜居畅通卡、纪念卡、乘车码。支付方式有现金、支付宝或微信二维码、云闪付等。在江津区申办的学生卡、敬老卡、爱心卡等公益卡种不能在江跳线使用，需在中心城区重新申办才能享受优惠。

## 车辆

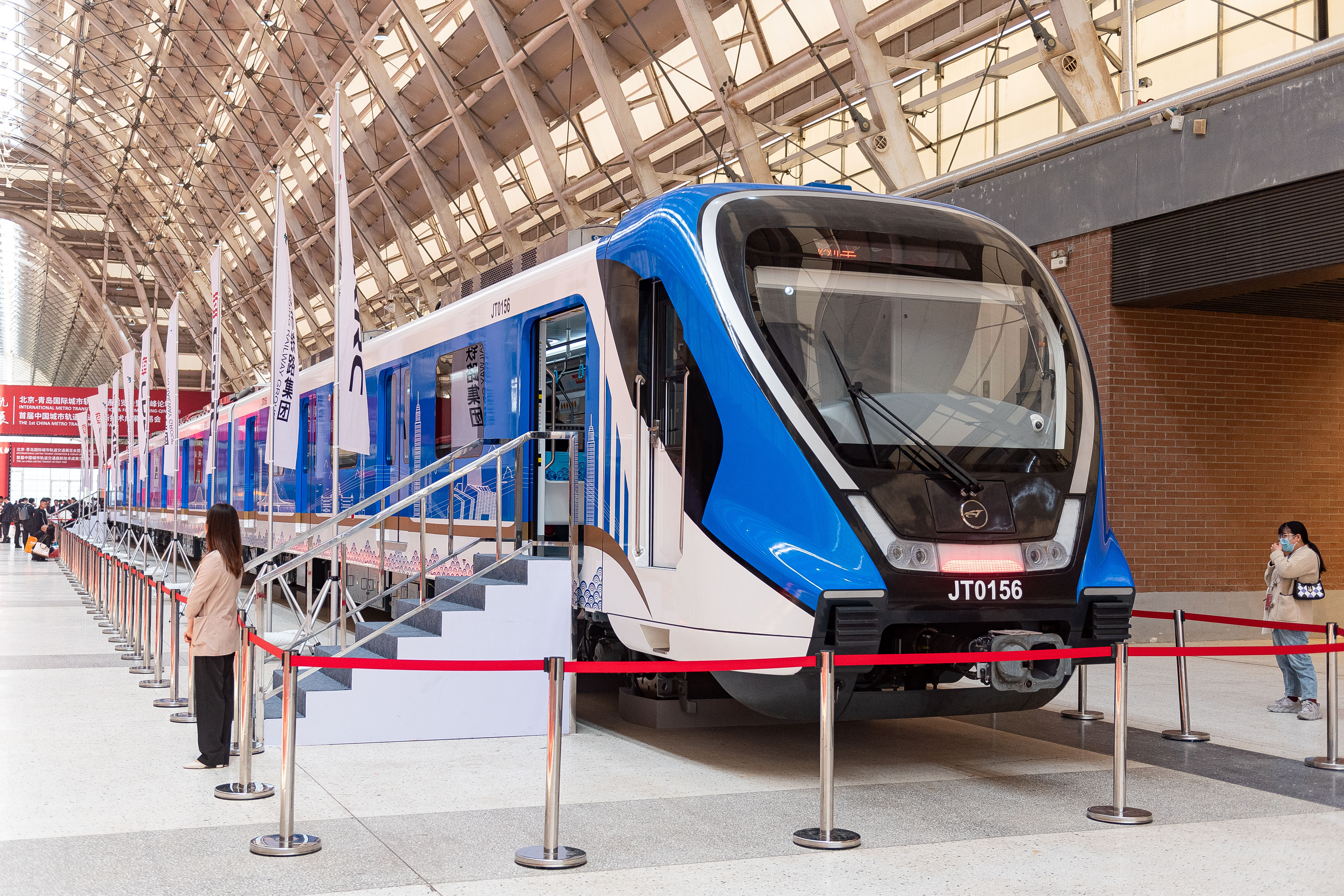
江跳线使用的CCD5051型电客车，拍摄于2022北京-青岛国际城市轨道交通展览会

江跳线采用6辆编组（预留7辆编组）As型双流制列车，设计速度120公里/小时，最高运行速度110公里/小时，列车一列最多可容纳2322名乘客，最大爬坡能力达50‰。车辆整体设计以“几江山水”为灵感，车头以棱线造型寓意“山”、以流线造型寓意“水”，车身装饰的深浅两种蓝色线条图案象征江河交汇与“双流制”的供电形式，车体蓝白主色调的内饰象征江津蓝天白云、河流蜿蜒的城市形象。
该型双流制列车的特点为可同时在交流、直流电下工作，由重庆市铁路集团于重庆中车长客公司联合研发，于2021年10月下线。列车搭载有两套牵引供电系统，在列车顶部设置交、直流转换系统，兼容江跳线使用的25千伏交流电与重庆轨道交通其他线路使用的1500伏直流电，可在行驶过程中不停车自动完成交、直流电转换。此类不停车切换交、直流技术在日本等国已有应用，但由于中国铁路与城市轨道交通的建设、运营存在壁垒，列车与供电制式相对独立，少有市域（郊）铁路与城市轨道交通的互联互通，因此中国此前并没有双流制列车，在江跳线的建设过程中，重庆市铁路集团牵头主编了《双流制轨道交通技术标准》，重庆中车长客公司建设了双流制车辆试验线，填补了中国双流制线路技术标准与列车试验验证的空白。

## 未来发展
除即将开建的继续向南延伸至江津城区的圣泉寺至鼎山段外，江跳线还预留向北延伸与18号线贯通运营。在重庆轨道交通2019版线网规划中还计划与17号线、19号线等线路换乘，此外还有继续向东南延伸建设江津至鱼洞线连接支坪、鱼洞的规划。